# Электродвижущая сила
Электродви́жущая си́ла (ЭДС) — скалярная физическая величина, характеризующая работу сторонних сил (то есть любых сил, кроме электростатических и диссипативных) в квазистационарных цепях постоянного или переменного тока. В замкнутом контуре ЭДС равна работе этих сил по перемещению единичного положительного заряда вдоль всего контура.
По аналогии с напряжённостью электростатического поля вводится понятие напряжённость электрического поля сторонних сил {\displaystyle {\vec {E}}_{ex}}, под которой понимается векторная физическая величина, равная отношению силы (за вычетом электростатической), действующей на пробный электрический заряд, к величине этого заряда. 
ЭДС, так же как и напряжение, в Международной системе единиц (СИ) измеряется в вольтах. Несмотря на присутствие слова «сила» в наименовании термина, электродвижущая сила не является одной из сил в физике и имеет отличную от силы размерность. 
В замкнутом контуре {\displaystyle L} ЭДС будет равна:
{\displaystyle {\mathcal {E}}=\oint \limits _{L}{\vec {E}}_{ex}\cdot d{\vec {l}}},
где {\displaystyle d{\vec {l}}} — элемент контура.
Можно говорить об электродвижущей силе на любом участке цепи. Тогда это удельная работа сторонних сил не во всём контуре, а только на данном участке. Скажем, ЭДС гальванического элемента есть работа сторонних сил при переносе единичного положительного заряда внутри элемента от одного полюса к другому. 
Работа сторонних сил не выражается через разность потенциалов, так как сторонние силы непотенциальны и их работа зависит от формы траектории. Так, например, работа сторонних сил при перемещении заряда между клеммами источника тока вне самого́ источника равна нулю.

## ЭДС и закон Ома
Электродвижущая сила источника связана с электрическим током, протекающим в цепи, соотношениями закона Ома. Закон Ома для неоднородного участка цепи имеет вид
{\displaystyle \varphi _{1}-\varphi _{2}+{\mathcal {E}}=IR},
где {\displaystyle \varphi _{1}-\varphi _{2}} — разность между значениями потенциала в начале и в конце участка цепи, {\displaystyle I} — сила тока, текущего по участку, а {\displaystyle R} — сопротивление участка.
Если точки 1 и 2 совпадают (цепь замкнута), то {\displaystyle \varphi _{1}-\varphi _{2}=0} и предыдущая формула переходит в формулу закона Ома для замкнутой цепи:
{\displaystyle {\mathcal {E}}=IR},
где теперь {\displaystyle R} — полное сопротивление всей цепи.
В общем случае полное сопротивление цепи складывается из сопротивления внешнего по отношению к источнику тока участка цепи ({\displaystyle R_{e}})  и внутреннего сопротивления самого́ источника тока ({\displaystyle r}). С учётом этого следует:
{\displaystyle {\mathcal {E}}=IR_{e}+Ir}.

## ЭДС источника тока
Если на участке цепи не действуют сторонние силы (однородный участок цепи) и, значит, источника тока на нём нет, то, как это следует из закона Ома для неоднородного участка цепи, выполняется:
{\displaystyle \varphi _{1}-\varphi _{2}=IR}.
Значит, если в качестве точки 1 выбрать анод источника, а в качестве точки 2 — его катод, то для разности между потенциалами анода {\displaystyle \varphi _{a}} и катода {\displaystyle \varphi _{k}} можно записать:
{\displaystyle \varphi _{a}-\varphi _{k}=IR_{e}},
где, как и ранее, {\displaystyle R_{e}} — сопротивление внешнего участка цепи.
При делении данного соотношения на закон Ома для замкнутой цепи, записанный в виде {\displaystyle {\mathcal {E}}=I(R_{e}+r)}, получится следующий результат:
{\displaystyle {\frac {\varphi _{a}-\varphi _{k}}{\mathcal {E}}}={\frac {R_{e}}{R_{e}+r}}} и затем {\displaystyle \varphi _{a}-\varphi _{k}={\frac {R_{e}}{R_{e}+r}}{\mathcal {E}}}.
Из последнего соотношения следуют два вывода:
1. Во всех случаях, когда по цепи течёт ток, разность потенциалов между клеммами источника тока {\displaystyle \varphi _{a}-\varphi _{k}} меньше, чем ЭДС источника.
2. В предельном случае, когда {\displaystyle R_{e}} бесконечно (цепь разорвана), выполняется {\displaystyle {\mathcal {E}}=\varphi _{a}-\varphi _{k}}.

Таким образом, ЭДС источника тока равна разности потенциалов между его клеммами в состоянии, когда источник отключён от цепи.

## ЭДС индукции
Причиной возникновения электродвижущей силы в замкнутом контуре может стать изменение потока магнитного поля, пронизывающего поверхность, ограниченную данным контуром. Это явление называется электромагнитной индукцией. Величина ЭДС индукции в контуре определяется выражением
{\displaystyle {\mathcal {E}}=-{\frac {d\Phi }{dt}}},
где {\displaystyle \Phi } — поток магнитного поля через указанную поверхность. Знак «−» перед выражением показывает, что индукционный ток, созданный ЭДС индукции, препятствует изменению магнитного потока в контуре (см. правило Ленца). В свою очередь причиной изменения магнитного потока может быть как изменение магнитного поля, так и движение контура в целом или его отдельных частей.

## Неэлектростатический характер ЭДС

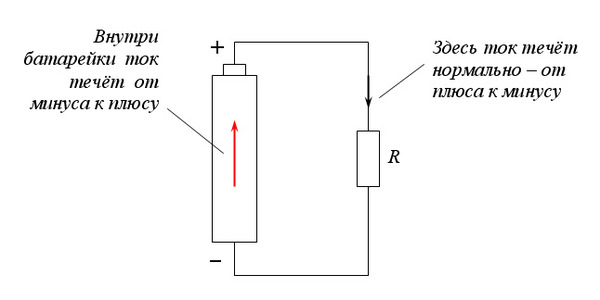
Внутри источника ЭДС ток течёт в направлении, противоположном нормальному. Это невозможно без дополнительной силы неэлектростатической природы, преодолевающей силу электрического отталкивания

Как показано на рисунке, электрический ток, нормальное направление которого — от «плюса» к «минусу», внутри источника ЭДС (например, внутри гальванического элемента) течёт в противоположном направлении. Направление от «плюса» к «минусу» совпадает с направлением электростатической силы, действующей на положительные заряды. Поэтому для того, чтобы заставить ток течь в противоположном направлении, необходима дополнительная сила неэлектростатической природы (центробежная сила, сила Лоренца, силы химической природы, сила со стороны «вихревого» [созданного не зарядами] электрического поля), которая бы преодолевала силу со стороны электростатического поля. Диссипативные силы, хотя и противодействуют электростатическому полю, не могут заставить ток течь в противоположном направлении, поэтому они не входят в состав сторонних сил, работа которых используется в определении ЭДС.

## Сторонние силы
Сторонними силами называются силы, вызывающие перемещение электрических зарядов против направления действия сил электростатического поля. Например, в гальваническом элементе или аккумуляторе сторонние силы возникают в результате электрохимических процессов, происходящих на границе соприкосновения электрода с электролитом; в электрическом генераторе постоянного тока сторонней силой является сила Лоренца.